# Келијева банда
Келијева банда (енгл. Ned Kelly) је аустралијски филм из 2003. године.

## Радња
Радња филма смештена је у Аустралију крајем 19. века. Тинејџер Нед Кели, син сиромашних ирских досељеника, затворен је под лажним оптужбама. Током три године проведене иза решетака, у његовом срцу се рађа и јача мржња према полицији која тлачи Ирце и брутално поступа са затвореницима. Након што полиција ухапси његову мајку, Кели одлази у бекство, удружује се са братом Деном и пријатељима и организује банду. Банда се бави пљачком, врши смеле пљачке банака, а убрзо Нед Кели постаје најтраженији криминалац у Аустралији. Новац добијен пљачком се преноси пољопривредницима за отплату дугова и откуп људи из затвора, а спаљују се хипотеке у банкама.

## Улоге
| Глумац          | Улога       |
| --------------- | ----------- |
| Хит Леџер       | Нед Кели    |
| Орландо Блум    | Џо Берн     |
| Џефри Раш       | Френсис Хер |
| Наоми Вотс      | Џулија Кук  |
| Филип Барантини | Стив Харт   |
| Лоренс Кинлан   | Ден Кели    |
| Емили Браунинг  | Грејс Кели  |

## Зарада
- Зарада у САД – 86.959 долара
- Зарада у иностранству – 6.498.557 долара
- Зарада у свету – 6.585.516 долара